# Mancomunidad de Benavente y Comarca
La mancomunidad denominada «Mancomunidad de Benavente y Comarca», conforme a sus estatutos, era una agrupación voluntaria de municipios para la gestión en común de determinados servicios de competencia municipal, creada por varios municipios en la provincia de Zamora, de la comunidad autónoma de Castilla y León, España.
Tenía personalidad jurídica propia, además de la consideración de entidad local. Englobaba una población de 25.000 habitantes diseminados en diferentes núcleos de población de la comarca de Benavente y Los Valles.
La mancomunidad fue suprimida en noviembre de 2014 y sustituida por la Mancomunidad ETAP Benavente y los Valles.

## Municipios integrados
La mancomunidad de Benavente y Comarca estaba formada por los siguientes municipios: Benavente, Fuentes de Ropel, La Torre del Valle, Manganeses de la Polvorosa, Pobladura del Valle, San Cristóbal de Entreviñas, Santa Cristina de la Polvorosa y Villanueva de Azoague.

## Sede
Los órganos de gobierno y administración de la mancomunidad tendrán su sede en la casa consistorial del municipio de Benavente.

## Fines
La «Mancomunidad de Benavente y Comarca» se constituye para los siguientes fines:
- Estudio general del abastecimiento a la Zona de Benavente
- Realización de proyectos.
- Realización de obras necesarias para un adecuado abastecimiento a la población.
- La prestación en común en el ámbito de la misma de los servicios de prevención y extinción de incendios y protección civil.[1]

## Estructura orgánica
El gobierno y la administración de la Mancomunidad corresponderá a los siguientes órganos:
- Asamblea de Concejales
- Consejo Directivo
- Presidente
- Vicepresidente